# Sibara deserti
Sibara deserti är en korsblommig växtart som först beskrevs av Marcus Eugene Jones, och fick sitt nu gällande namn av Reed Clark Rollins. Sibara deserti ingår i släktet Sibara och familjen korsblommiga växter. Inga underarter finns listade i Catalogue of Life.